# Okręg wyborczy London University
Okręg wyborczy London University powstał w 1868 r. i wysyłał do brytyjskiej Izby Gmin jednego deputowanego. Prawo głosu w tym okręgu mieli wszyscy absolwenci Uniwersytetu Londyńskiego. Okręg został zlikwidowany w 1950 r.

## Deputowani do brytyjskiej Izby Gmin z okręgu London University
- 1868–1880: Robert Lowe, Partia Liberalna
- 1880–1900: John Lubbock, Partia Liberalna, od 1886 r. Partia Liberalno-Unionistyczna
- 1900–1906: Michael Foster, Partia Liberalno-Unionistyczna, od 1903 r. Partia Liberalna
- 1906–1922: Philip Magnus, Partia Liberalno-Unionistyczna, od 1912 r. Partia Konserwatywna
- 1922–1924: Sydney Russell-Wells, Partia Konserwatywna
- 1924–1950: Ernest Graham-Little, niezależny